# 리시다역
리시다(Reseda)역은 로스앤젤레스 메트로 버스웨이의 G선역 중 하나이다. 남북으로 이동하며 동서 버스 노선을 가로지르는 인접의 리시다 대로(Reseda Boulevard)의 이름들 따서 명명되었다. 이 역은 로스앤젤레스의 리시다와 타르자나 지구에 있다.

## 운행 정보

### 역 구조
| 동행 | G선 | 채츠워스 방면 (탬파)       |
| 서행 | G선 | 노스할리우드 방면 (발보아) |

### 메트로 버스웨이 운행 정보
메트로 버스웨이 G선은 매일 24시간 운행한다.

### 연결 가능한 버스노선
- 메트로 로컬: 240
- 메트로 래피드: 744

## 인근 역세권
- 메트로 오렌지 라인 자전거 도로 - 역에 인접.
- 리시다 공원 및 레크리에이션 센터 - 대형 LA. 도시공원, 리시다 & 빅토리 소재
- 캘리포니아 주립 대학교 노스리지 - 노스리지에서 북행 240/744번 메트로 버스로 환승.
- Kung Fu San Soo

### 병원
- 프로비던스 타르자나 메디컬 센터(버뱅크 & 리시다 소재, 북행 240번 버스환승)
- Facey Medical Group(리시다 & 로스코 소재, 북행 240/744번 버스환승)[3]